# Kővárberence
Kővárberence település Romániában, Máramaros megyében.

## Fekvése
Nagybányától délkeletre, Kővárfüred és Kápolnokmonostor közt fekvő település.

## Nevének eredete
Nevét a szláv bernica, bernye szóból eredőnek tartják, mely magyar nyelven az iszap, sár szónak felel meg.

## Története
Kővárberence nevét 1405-ben említették először az oklevelek Berencha néven.
1424-ben Berenche, 1470-ben Berencze, 1475-ben Berencher néven írták.
Berene Kővárhoz tartozó "oláh" falu volt, 1405-ben Zsigmond király
Kővárt tartozékaival együtt Balk fiainak; Demeternek, Sandrinnak és Drág fiainak Györgynek és Sandrinnak adományozta tartozékaival és ottani vámjával együtt.
1424-ben a birtokon való osztozáskor Berence Balk fiainak Jánosnak és Lászlónak jutott.
1470-ben Mátyás király a birtokot elvette Bélteky Sandrin fiától Mihálytól, mivel az feleségét megölte, e vétségéért összes birtokait elkobozta és Drágffy Miklós fiának bertalannak adta.
1556-ban a Drágffyak kihalása után Izabella királyné Berencét bátori (ecsedi) Báthori György tárnokmesternek, nejének Báthory Annának és fiuknak Istvánnak (†1605) adományozta, majd Lónyay Menyhért, Bethlen Gábor, majd Sándor Mátyás, később a Teleki család birtoka volt.
1809-ben a gróf Mikes és Teleki család volt a főbb birtokosa.
A 20. század elején Szolnok-Doboka vármegye Kápolnokmonostori járásához tartozott.
1910-ben végzett népszámláláskor 987 lakosa volt, ebből 18 magyar, 25 német, 934 román volt, melyből 221 görögkatolikus, 734 görögkeleti, 32 izraelita volt.

## Nevezetességek
- Görög keleti templom
- Görögkatolikus templom – Szent Miklós tiszteletére szentelve, három harangját az 1850-es években Kolozsváron öntötték. Anyakönyvet 1858-tól vezetnek.